# Gran Reserva
Gran Reserva és una sèrie de televisió espanyola de produïda per Bambú Producciones per La 1 i estrenada el 15 d'abril de 2010. Rodada i ambientada a La Rioja, se centra en el món del vi com a negoci i dedicació familiar de dos clans tradicionalment enfrontats. El 14 de juny de 2010 es confirma una segona temporada de la sèrie, que comptarà amb les incorporacions de Yon González i Álvaro de Luna.
El 24 de març va començar la segona temporada.

## Argument
Gran Reserva és una barreja de melodrama i thriller. Una història familiar que gira al voltant de dues famílies de cellerers de La Rioja: els Cortázar, representats pel seu patriarca el senyor Vicente, que consideren el vi com un lucratiu negoci, i els Reverte, encapçalats per Sofia, que creuen que la vinya i la terra són una forma de vida. Malgrat les diferències, les dues famílies viuen en un equilibri que es trenca de manera dràstica quan algú intenta assassinar Miguel, el primogènit dels Cortázar. La tercera família en discòrdia, els Miranda, tornarà a la recerca de la glòria perduda encara que això els portarà a enfrontar-se als Cortázar i als Reverte.

## Personatges

### Els Cortázar
- Don Vicente Cortázar (Emilio Gutiérrez Caba)
- Miguel Cortázar (Tristán Ulloa)
- Pablo Cortazar (Francesc Garrido)
- Raúl Cortázar (Aitor Luna)
- Emma Cortázar (Ana Risueño)
- Carlos Cortazar (Unax Ugalde)

### Els Reverte
- Sofía Reverte (Ángela Molina)
- Lucía Reverte (Paula Echevarría)
- Daniel Reverte (Ricard Sales)
- Adolfo Reverte (Manuel Galiana)

### Secundaris
- Paula Muro (Belén Fabra)
- Gustavo Arístides (Armando del Río)
- Sara Gracián (Alejandra Lorente)
- Mónica Robledano (Ledicia Sola)
- Agent Isabel Ortega (Luisa Martín)
- Julián Calvo (Ramon Madaula)
- Manu (†) (Yon González)
- Lorena (†) (Thaïs Blume)
- Asensi (Álvaro de Luna)
- Nuria (Marta Belmonte)

### Antics
- Luis Jiménez (†) (Mauricio Bautista)
- Don Jesús Reverte (†) (Carlos Álvarez-Novoa)
- Paloma Olmedo (†) (Ángela Cremonte)
- Claudia Cortázar Muro (†) (Lucía Gil)

## Llista de Temporades
| Temporada | Temporada | Episodis | Estrena            | Final               | Audiència mitjana | Audiència mitjana | Audiència mitjana |
| Temporada | Temporada | Episodis | Estrena            | Final               | Espectadors       | Cuota de pantalla |                   |
| --------- | --------- | -------- | ------------------ | ------------------- | ----------------- | ----------------- | ----------------- |
|           | 1         | 13       | 15 d'abril de 2010 | 8 de juliol de 2010 | 3.922.000         | 21,2%             |                   |
|           | 2         | 13       | 24 de març de 2011 | 23 de juny de 2011  | 3.476.000         | 18,4%             |                   |
|           | 3         | 13       | 7 de gener de 2013 | 8 d'abril de 2013   | 2.768.000         | 13,4%             |                   |
|           | E         | 3        | 15 d'abril de 2013 | 29 d'abril de 2013  | 2.783.000         | 13,9%             |                   |
| Total     | Total     | 42       | 2010               | 2013                | 3.346.000         | 17,4%             |                   |

## Episodis i audiències
| Capítol           | Data d'emissió             | Audiència | Quota de pantalla | Ver |
| ----------------- | -------------------------- | --------- | ----------------- | --- |
| PRIMERA TEMPORADA |                            |           |                   |     |
| 1 (1)             | Dijous 15 d'abril de 2010  | 4.041.000 | 20,9%             |     |
| 2 (2)             | Dijous 22 d'abril de 2010  | 3.991.000 | 21,0%             |     |
| 3 (3)             | Dijous 29 d'abril de 2010  | 3.617.000 | 18,4%             |     |
| 4 (4)             | Dijous 6 de maig de 2010   | 3.997.000 | 20,4%             |     |
| 5 (5)             | Dijous 13 de maig de 2010  | 3.914.000 | 20,2%             |     |
| 6 (6)             | Dijous 20 de maig de 2010  | 3.982.000 | 21,2%             |     |
| 7 (7)             | Dijous 27 de maig de 2010  | 4.234.000 | 22,5%             |     |
| 8 (8)             | Dijous 3 de juny de 2010   | 3.812.000 | 21,2%             |     |
| 9 (9)             | Dijous 10 de juny de 2010  | 4.266.000 | 22,8%             |     |
| 10 (10)           | Dijous 17 de juny de 2010  | 4.051.000 | 21,8%             |     |
| 11 (11)           | Dijous 24 de juny de 2010  | 3.759.000 | 21,7%             |     |
| 12 (12)           | Dijous 1 de juliol de 2010 | 3.586.000 | 21,2%             |     |
| 13 (13)           | Dijous 8 de juliol de 2010 | 3.746.000 | 23,5%             |     |
| SEGONA TEMPORADA  |                            |           |                   |     |
| 1 (14)            | Dijous 24 de març de 2011  | 3.772.000 | 19,1%             |     |
| 2 (15)            | Dijous 31 de març de 2011  | 3.636.000 | 18,7%             |     |
| 3 (16)            | Dijous 7 d'abril de 2011   | 3.547.000 | 18,2%             |     |
| 4 (17)            | Dijous 14 d'abril de 2011  | 3.479.000 | 18,8%             |     |
| 5 (18)            | Dijous 28 d'abril de 2011  | 3.548.000 | 18,4%             |     |
| 6 (19)            | Dijous 5 de maig de 2011   | 3.134.000 | 15,7%             |     |
| 7 (20)            | Dijous 12 de maig de 2011  | 3.516.000 | 18,0%             |     |
| 8 (21)            | Dijous 19 de maig de 2011  | 3.435.000 | 17,7%             |     |
| 9 (22)            | Dijous 26 de maig de 2011  | 3.564.000 | 18,3%             |     |
| 10 (23)           | Dijous 2 de juny de 2011   | 3.715.000 | 19,4%             |     |
| 11 (24)           | Dijous 9 de juny de 2011   | 3.709.000 | 19,2%             |     |
| 12 (25)           | Dijous 16 de juny de 2011  | 3.329.000 | 17,8%             |     |
| 13 (26)           | Dijous 23 de juny de 2011  | 2.816.000 | 19,8%             |     |

| Capítol                 | Nom del capítol                   | Data d'emissió       | Espectadors | Quota de pantalla |
| ----------------------- | --------------------------------- | -------------------- | ----------- | ----------------- |
| TERCERA TEMPORADA       |                                   |                      |             |                   |
| 1 (27)                  | El punto de retorno               | 7 de gener de 2013   | 2 907 000   | 14,6%             |
| 2 (28)                  | El lado malo de las cosas         | 14 de gener de 2013  | 2 698 000   | 13,0%             |
| 3 (29)                  | Si de verdad me quieres...        | 21 de gener de 2013  | 2 931 000   | 13,9%             |
| 4 (30)                  | Lo que queda por hacer            | 28 de gener de 2013  | 2 863 000   | 13,6%             |
| 5 (31)                  | Pero si tú me olvidas             | 4 de febrer de 2013  | 2 882 000   | 13,7%             |
| 6 (32)                  | La naturaleza del escorpión       | 11 de febrer de 2013 | 2 519 000   | 11,7%             |
| 7 (33)                  | Los peores días de nuestras vidas | 11 de febrer de 2013 | 3 072 000   | 14,9%             |
| 8 (34)                  | Excentridades                     | 25 de febrer de 2013 | 2 694 000   | 13,1%             |
| 9 (35)                  | Lo que la muerte la depare        | 4 de març de 2013    | 2 707 000   | 12,7%             |
| 10 (36)                 | Encuentros y desencuentros        | 11 de març de 2013   | 2 706 000   | 13,3%             |
| 11 (37)                 | De la misma sangre                | 18 de març de 2013   | 2 754 000   | 13,4%             |
| 12 (38)                 | Ayer no existe, mañana tampoco    | 1 d'abril de 2013    | 2 469 000   | 12,2%             |
| 13 (39)                 | Dónde hubo fuego y habrá cenizas  | 8 d'abril de 2013    | 2 792 000   | 13,6%             |
| EL PAGO DE LOS CORTÁZAR |                                   |                      |             |                   |
| 1 (40)                  | Con el paso del tiempo            | 15 d'abril de 2013   | 2 803 000   | 13,9%             |
| 2 (41)                  | Del olor del vino y la madera     | 22 d'abril de 2013   | 2 731 000   | 13,5%             |
| 3 (42)                  | Lo que una vez tuvimos y perdimos | 29 d'abril de 2013   | 2 814 000   | 14,2%             |